# جوجه‌حیدر
جوجه‌حیدر روستایی است از توابع شهرستان بروجرد در استان لرستان. این روستا در دهستان بردسره در بخش اشترینان این شهرستان قرار دارد.

## جمعیت
بنابر سرشماری مرکز آمار ایران، جمعیت جوجه حیدر در سال ۱۳۸۵ برابر با ۸۶۹ نفر بوده‌است که از این میان ۴۴۴ نفر مرد و بقیه زن بوده‌اند. این روستا ۱۸۲ خانوار دارد.